# Botswana Patriotic Front
Het Botswana Patriotic Front (Nederlands: Botswana Patriottisch Front; afk.: BPF) is een politieke partij in Botswana die in juli 2019 werd opgericht door voormalige leden van de Botswana Democratic Party (BDP). Oud-president Ian Khama, die eerder had gebroken met de BDP schaarde zich achter de nieuwe partij.
Het BPF won bij de algemene verkiezingen van 2019 3 zetels in de Nationale Vergadering. De kiesdistricten die het BPF won bevinden zich allemaal in Central District, de thuisbasis van Khama. Onder de gekozenen bevond zich ook Tshekedi Khama II, de jongere broer van Ian Khama. De partijleider van het BPF, Biggie Butale, werd niet gekozen

## Verkiezingsresultaten
| Verkiezingsresultaten | Verkiezingsresultaten | Verkiezingsresultaten |
| Jaar                  | Zetels                | %                     |
| --------------------- | --------------------- | --------------------- |
| 2019                  | 3 / 65                | 4,41 / 100            |